# Bitwa pod Kniahininem

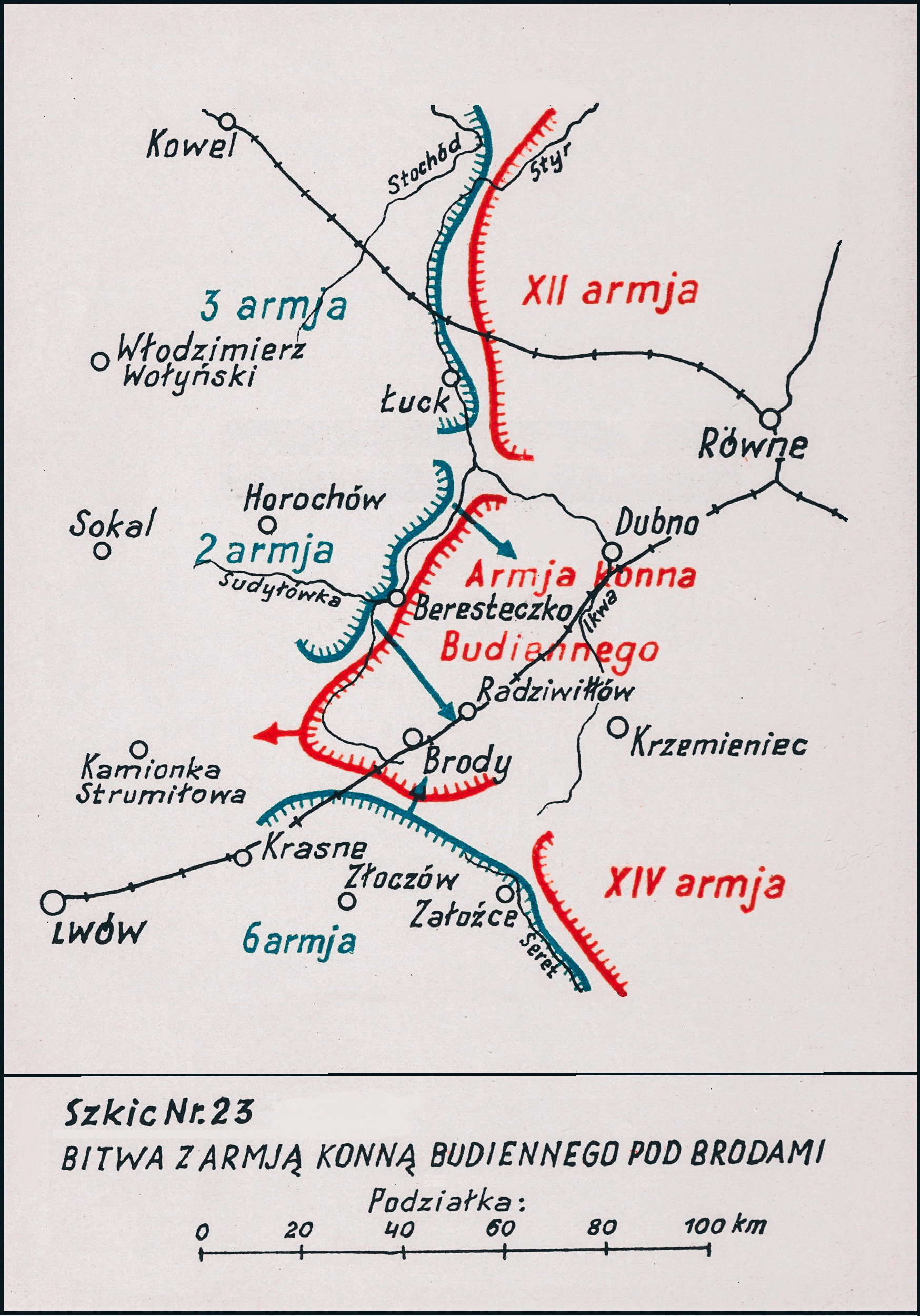
Adam Przybylski,
Wojna polska 1918–1921

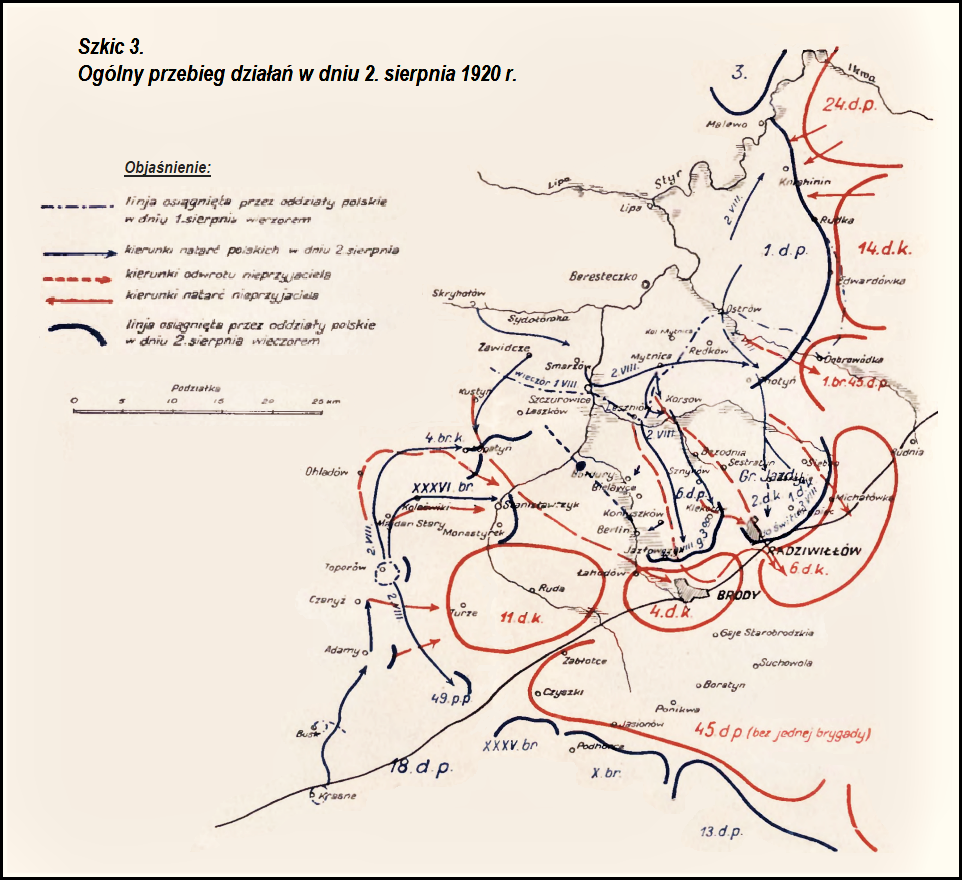
Władysław Steblik
Bój 12. P.P. pod Leszniowem i Brodami

Bitwa pod Kniahininem – część bitwy pod Brodami i Beresteczkiem. Walki polskiego 1 pułku piechoty Legionów kpt. Stanisława Kozickiego z sowiecką 72 Brygadą Strzelców toczone w okresie ofensywy Frontu Południowo-Zachodniego w czasie wojny polsko-bolszewickiej.

## Geneza
W końcu lipca Naczelne Dowództwo Wojska Polskiego planowało uderzenie na prawe skrzydło nacierających wojsk Michaiła Tuchaczewskiego. Do przeprowadzenia operacji zamierzano użyć także jednostek ściągniętych z Frontu Południowo-Wschodniego generała Edwarda Rydza-Śmigłego.
Warunkiem sukcesu było wcześniejsze pobicie 1 Armii Konnej Siemiona Budionnego. Zadanie to miała wykonać 2 Armia gen. Kazimierza Raszewskiego w składzie 1 Dywizja Piechoty Legionów, 6 Dywizja Piechoty, XI Brygada Piechoty oraz Grupa Operacyjna Jazdy gen. Jana Sawickiego i samodzielna 4 Brygada Jazdy. Plan zakładał uderzenie z północnego zachodu Grupy Operacyjnej Jazdy i 6 Dywizji Piechoty w kierunku na Brody - Radziwiłłów. Współdziałająca z 2 Armią grupa gen. Franciszka Krajowskiego ze składu 6 Armii miała wiązać część sił konarmii Budionnego na południowym zachodzie.
W tym czasie dowódca sowieckiego Frontu Południowo-Zachodniego Aleksander Jegorow nakazał 1 Armii Konnej Budionnego zdobyć Lwów. Jej dywizje wdarły się w słabo obsadzoną lukę między 2 i 6 Armią, sforsowały Styr, a 4. i 11 Dywizja Kawalerii nacierały w kierunku na Kamionkę Strumiłową. Północne skrzydło 1 Armii Konnej osłaniała walcząca pod Łuckiem 24 Dywizja Strzelców, a południowe 45 Dywizja Strzelców. Natarcie 2 Armii miało rozpocząć się 29 lipca, ale do tego dnia oddziały nie zakończyły koncentracji sił. O wyznaczonej porze ruszyły tylko skrzydła 2 Armii. Działająca na północnym skrzydle 2 Armii 1 Dywizja Piechoty Legionów płk. Stefana Dęba-Biernackiego od 29 do 31 lipca przeprawiła się przez Styr i wyparła oddziały 14 Dywizji Kawalerii z rejonu Demidowki.

## Walki pod Kniahininem
1 sierpnia I Brygada Piechoty Legionów obsadziła front od Płaszewa do Ochmatkowa. Jej 6 pułk piechoty Legionów ppłk. Bolesława Popowicza, wzmocniony jedną baterią 1 pułku artylerii polowej, bronił odcinka Płaszewo – Kopań. Rubieży Kopań - Dublany bronił wzmocniony II/1 pap Leg. 1 pułk piechoty Legionów kpt. Stanisława Kozickiego, a front od Swiszczowa po Ochmatków obsadził 3 pułk ułanów mjr. Cypriana Bystrama, wzmocniony I/1 pap Leg.
Po południu, przerzucone spod Łucka oddziały sowieckiej 24 Dywizji Strzelców uderzyły od północy i wschodu na słabe szwadrony 3 pułku ułanów i wyparły je z zajmowanych pozycji. 1 szwadron wycofał się ze Swiszczowa i dołączył pod Dublanami do lewego skrzydła 1 pułku piechoty Legionów. Na odsłonięte skrzydło kpt. Stanisław Kozicki wysłał 5 i 8 kompanię, a odwodowym III batalionem wsparł 3 pułk ułanów. Wieczorem dowódca dywizji płk Stefan Dąb-Biernacki postawił zadanie dowódcy 1 pp Leg. kpt. Kozickiemu do kontrataku w kierunku na Swiszczów - Kniahinin, w celu odzyskania utraconych przez polskich ułanów stanowisk. Przydzielił mu do dyspozycji batalion 8 pułku piechoty Legionów, a wsparcie artyleryjskie zapewnić miały 1 i 5 baterie 1 pap Leg. W sumie grupa uderzeniowa liczyła około 2500 żołnierzy i 60 ckm-ów.
Natarcie ruszyło jeszcze przed świtem. Od zachodu na Perekale – Kniahinin uderzył III batalion ppor. Henryka Gorgonia, natomiast oddział w składzie 5, 8 i 2 kompania pod dowództwem kpt. Zygmunta Wendy uderzał od południa i zachodu na Swiszczów. Walkę rozpoczęła 8 kompania ppor. Władysława Orlika-Broniewskiego wsparta 1/3 p.uł. i po godzinnym boju wyrzuciła ze Swiszczowa sowiecki batalion 214 pułku strzelców. Pozostawiwszy w nim spieszonych ułanów, kompania podeszła pod Kniahinin i obsadziła wzgórza na południowy wschód od wioski. W godzinach rannych Sowieci kontratakowali wzdłuż drogi Kniahinin - Swiszczów. Odparła go odwodowa 5 kompania, a godzinę później do wali włączyła się 9 kompania. W tym czasie pozostałe trzy kompanie ppor. Henryka Gorgonia walczyły o Perekale, które zdobyto dopiero około godz. 7.00. Sowieci wycofali się na wzgórza na wschód od Kniahinina i Swiszczowa i rozpoczęli ostrzał wiosek ogniem artylerii i broni maszynowej. W południe na wioski uderzyła piechota z 214, 215 i 216 pułków strzelców oraz kozacy z 79 i 80 pułków kawalerii. Siły sowieckie oceniono na około 2700 żołnierzy. Po pięciu godzinach walki i niemal całkowitym wyczerpaniu amunicji III/1 pp Leg. wycofał się na zachodni brzeg Styru. Nie pomógł kontratak 2 kompanii ppor. Andrzeja Wasiutyńskiego. Wyczerpane walką obie strony zaprzestały walki. Perekale i Kniahinin chwilowo pozostały w rękach Sowietów. Wieczorem baterie 1 pułku artylerii polowej Legionów ostrzelały Kniahinin. Sowieci wycofali się z miejscowości.

## Bilans walk
Całodzienna bitwa zatrzymała 72 Brygadę Strzelców spieszącą na pomoc 1 Armii Konnej Siemona Budionnego. 1 Dywizja Piechoty Legionów mogła z powodzeniem wypełnić zadanie osłony skrzydła zgrupowania uderzeniowego 2 Armii gen. Kazimierza Raszewskiego, walczącego pod Beresteczkiem i Brodami.
W walkach pod Kniahininem Polacy stracili 24 poległych i 138 rannych. Do niewoli dostało się 17 żołnierzy.